# Guillaume Le Gorrec
Guillaume Le Gorrec est un homme politique français né le 27 octobre 1764 à Mantallot (Côtes-du-Nord) et mort le 30 août 1812 à Saint-Brieuc (Côtes-du-Nord).

## Biographie
Administrateur du département, puis commissaire du gouvernement près le tribunal de Saint-Brieuc, il est élu député des Côtes-du-Nord au Conseil des Cinq-Cents le 25 germinal an VI. Il quitte le conseil en l'an VII et devient ensuite conseiller général.

## Sources
- « Guillaume Le Gorrec », dans Adolphe Robert et Gaston Cougny, Dictionnaire des parlementaires français, Edgar Bourloton, 1889-1891 [détail de l’édition]